# SpellForce: The Order of Dawn
| Сводный рейтинг       | Сводный рейтинг    |
| Агрегатор             | Оценка             |
| --------------------- | ------------------ |
| GameRankings          | 74,24 %            |
| Metacritic            | 74/100 (24 обзора) |
| MobyRank              | 78/100             |
| Иноязычные издания    |                    |
| Издание               | Оценка             |
| GameRevolution        | B                  |
| GameSpot              | 7,9/10             |
| GameSpy               | [ 7 ]              |
| IGN                   | 8,2/10             |
| Русскоязычные издания |                    |
| Издание               | Оценка             |
| Absolute Games        | 73 %               |
| «Домашний ПК»         | [ 10 ]             |
| «Игромания»           | 8,5/10             |
| Награды               |                    |
| Издание               | Награда            |
| Домашний ПК           | Выбор редакции     |
| ЛКИ                   | Медаль журнала     |

SpellForce — компьютерная игра, которая сочетает в себе элементы стратегии в реальном времени и ролевой игры. Создана в Германии компанией Phenomic.
Оригинальная игра SpellForce: Орден Зари имеет два дополнения: SpellForce: The Breath of Winter (Дыхание Зимы, 2004) и SpellForce: Shadow of the Phoenix (Тень Феникса, 2004).
SpellForce (Gold Edition) включает в себя первые две игры, SpellForce (Platinum Edition) включает в себя все три игры, SpellForce Universe включает в себя все три игры, а также продолжение SpellForce 2: Shadow Wars (2006), SpellForce 2: Dragon Storm (2007) и SpellForce 2: Faith in Destiny (2012) .

## Игровой процесс
SpellForce сосредотачивается на ролевых элементах развития героя и продвижения армии. В начале игры игрок создает главного персонажа, выбирает его пол (мужской или женский), внешность, категории навыков, а также характеристики, которые будут развиваться в процессе игры.

## Игровой мир
В цветущем мире обитали шесть рас: люди, эльфы, гномы, тролли, орки и дроу. Некоторым представителям этих народов давались магические способности различной силы, но однажды появились те, кто обладал огромной магической мощью — тринадцать могущественных магов, которые в одиночку были способны сокрушать армии, сотрясать землю, раскалывать вершины гор. Они собрались вместе и основали Круг, чтобы прекратить творящийся на земле хаос и установить мир и покой. Их союз собирался возродить Золотой Век на земле. Маги решили, что по истечении пятисот лет они подчинят себе древние силы стихий — и один из них обретёт невероятное могущество и власть. Пятьсот лет должна была занять подготовка к Ритуалу Призвания, а затем появится «тёмный странник» и наделит могуществом одного из магов Круга.
Но жажда власти расколола Круг. И за несколько лет до Ритуала Призвания разразилась великая война, охватившая весь мир. Маг Круга Роэн — один из самых могущественных магов Круга. После раскола материка создал порталы, соединяющие их.
Большинство магов Круга погибло. Те, кому удалось выжить, продолжали войну, не подозревая, что их ждет в конце.

### Призвание
Когда настал день Призвания, каждый из магов Круга начал свой Ритуал, в надежде, что именно ему суждено стать избранным и получить Неугасимое пламя — энергию, что струилась в мире и каждом его жителе. Но мощи огня оказалось слишком много для одного. Неугасимое пламя, связывающее мир воедино, стало рвать его в клочья.
Континенты оказались разорваны на куски. Мир превратился во множество островов, медленно плывущих в бесконечном эфире и соединённых магическими камнями и порталами.

### Руны
Во власти круга имелись Руны — магические камни, в которых была заключена душа воинов. С помощью этих камней они призывали Рунных Воинов, которые были бессмертными, и их желания связывались с желанием их владельца. В случае гибели воина он может быть повторно призван в Рунном Храме.
С помощью этих воинов маги создавали очень большие армии за короткие сроки.

### Расы
В игре есть возможность управлять шестью расами, которые делятся на две противоположные стороны: светлые и тёмные.
Светлые: люди, эльфы и гномы.
Темные: орки, тролли и тёмные эльфы. Каждая из рас характеризуется уникальным набором особенностей.

## Дополнения
- SpellForce: The Breath of Winter — является первым официальным дополнением к первой части игры. Сюжет повествует о появлении дракона по имени Эйрин, который обладал уникальными возможностями. В отличие от других драконов он не изрыгал пламя, а замораживал все окружающие предметы. Его могущество было настолько велико, что над миром нависла угроза вечной зимы. В этом дополнении появилось более пятидесяти новых предметов, графическая часть стала чуть лучше, в сравнении с оригинальной версией. Система создания базы была изменена, став более сложной.
- SpellForce: The Shadow of the Phoenix — второе официальное дополнение к оригинальной части. Сюжет игры сталкивает игроков с противником по имени Хокан Ашир, решившим вернуть к жизни и подчинить умы великих магов древности, которые в своё время создали союз Круга. Для создания эликсира Аширу потребовалась кровь одного из богов и древняя чёрная магия. Игроку предстоит в очередной раз устранить угрозу для всего мира. Общая система прохождения изменилась не сильно: введены дополнительные предметы, появились новые существа для сражений, изменённая артиллерия позволяет уничтожать тёмные башни, количество заклинаний для вызова титана теперь бесконечно. Существует два варианта прохождения, в зависимости от выбранной предыстории — владелец камня Феникса (герой The Order of Dawn), и владелец клинка Теней (протагонист The Breath of Winter).